# Resident Evil: Degeneration
Resident Evil: Degeneration, i Japan kendt som Biohazard: Degeneration (バイオハザード ディジェネレーション Baiohazādo Dijenerēshon), er en computeranimationsfilm fra Sony Pictures.
Til forskel fra de andre Resident Evil film, foregår Resident Evil: Degeneration i det samme univers som det der ses i spillene.
Filmen historie starter med, at T-virussen (Tyrant virus) bliver spredt i en lufthavn 7 år efter katastrofen i Racoon City.
Filmens hovedpersoner er Claire Redfield, som også var med Resident Evil 2 og Resident Evil Code: Veronica, og Leon s. Kennedy, som er med i Resident Evil 2, Resident Evil Gaiden og Resident Evil 4.